# Kjell Frisk
Kjell Frisk, född 27 april 1964, är en svensk före detta fotbollsmålvakt och målvaktstränare.
Han är mest känd för sin tid som målvaktstränare i Djurgårdens IF mellan 1999 och 2016 där han har tränat målvakter som Rami Shaaban, Andreas Isaksson och Pa Dembo Tourray. 
Under tränartiden i Djurgården så vikarierade Kjell fåtalet gånger som målvakt då första- och/eller andramålvakten varit otillgängliga för spel.

## Klubbar

### Tränarkarriär
- Djurgårdens IF, 1999-2016 (målvaktstränare)

### Spelarkarriär
- Spårvägen, -1998
- Djurgårdens IF, 1990-1995

## Spelarfacit, seriematcher
- 1994: 2 matcher källa
- 1993: 25 matcher källa
- 1992: 28 matcher källa
- 1991: 9 matcher källa
- 1990: 3 matcher källa
- –1989: